# Vlčí bouda
Vlčí bouda režisérky Věry Chytilové je možné označit za moralizující horor. Zároveň ho lze chápat jako alegorii atmosféry doby normalizace.

## Obsah
Na horskou chatu dorazí 10 účastníků lyžařského výcviku, jenže zjistí, že jich je 11. Po čase děti zjišťují, že vedoucí jsou mimozemšťané, kteří je sledují před chystanou invazí na Zemi. V panice je chata zapálena a děti uniknou po dřevařské lanovce.

## Ocenění
Film byl v roce 1987 nominován na Zlatého medvěda za nejlepší film na Berlínském filmovém festivalu.

## Hrají
| Miroslav Macháček   | Táta                 |
| Tomáš Palatý        | instruktor Dingo     |
| Štěpánka Červenková | instruktorka Babeta  |
| Jan Bidlas          | Honza                |
| Rita Dudusová       | Gitka                |
| Irena Mrozková      | dvojče Lenka         |
| Hana Mrozková       | dvojče Linda         |
| Norbert Pýcha       | Marcipán             |
| Simona Racková      | Gába                 |
| Roman Fišer         | Jožka                |
| František Staněk    | Petr                 |
| Radka Slavíková     | Emilka               |
| Jitka Zelenková     | Broňa                |
| Petr Horáček        | Alan                 |
| Nina Divíšková      | Honzova matka        |
| Jan Kačer           | Honzův otec          |
| Jiří Krampol        | taxikář, Alanův otec |
| Antonín Vráblík     | dřevař               |